# Bill Plympton
Bill Plympton (nacido el 30 de abril de 1946) es un animador estadounidense, conocido por su nominación al Oscar al mejor cortometraje animado en 1987, por Your Face.

## Filmografía

### Largometrajes animados
- The Tune (1992)
- I Married a Strange Person! (1997)
- Mutant Aliens (2001)
- Hair High (2004)
- Idiots and Angels (2008)
- Cheatin' (2014)
- Slide (2023)

### Largometrajes no animados
- Walt Curtis, the Peckerneck Poet (1997)
- J. Lyle (1993)
- Guns on the Clackamas (1995)

### Cortometrajes animados
- The Great Turn On (1968)
- Lucas the Ear of Corn (1977)
- Boomtown (1985)
- Drawing Lesson #2 (1985)
- Love in the Fast Lane (1985)
- Your Face (1987)
- One of Those Days (1988)
- How to Kiss (1989)
- 25 Ways to Quit Smoking (1989)
- Plymptoons (1990)
- Tango Schmango (1990)
- Dig My Do (1990)
- The Wise Man (1990)
- Draw (1990)
- Push Comes to Shove (1991)
- Nosehair (1994)
- How to Make Love to a Woman (1995)
- Smell the Flowers (1996)
- Boney D (1996)
- Plympmania (1996)
- Sex & Violence (1997)
- The Exciting Life of a Tree (1998)
- More Sex & Violence (1998)
- Surprise Cinema (1999)
- Can't Drag Race with Jesus (2000)
- Eat (2001)
- Parking (2001)
- Twelve Tales of Christmas (2001)
- Guard Dog (2004)
- The Fan & The Flower (2005)
- Guide Dog (secuela de Guard Dog, 2006)
- Homer's family  (incluido en el episodio 32x17 de The Simpsons (2020)

### Recopilaciones
- Mondo Plympton (1997)
- Avoid Eye Contact, Vol. 1
- Avoid Eye Contact, Vol. 2
- Bill Plympton's Dirty Shorts
- Plymptoons: The Complete Early Works Of Bill Plympton (2006)

### Videoclips
- Peter Himmelman – "245 Days" (1990)
- Kanye West – "Heard 'Em Say" (2005)
- "Weird Al" Yankovic – "Don't Download This Song" (2006)
- Parson Brown, "Mexican Standoff" (2008)
- "Weird Al" Yankovic – "TMZ" (2011)

### Anuncios
- "Acid Rain", para MTV (1989)
- Trivial Pursuit (1990-91)
- Sugar Delight (1990)
- Intro de Los Simpsons 23x18

## Premios y distinciones
Premios Óscar
| Año  | Categoría                  | Película  | Resultado |
| ---- | -------------------------- | --------- | --------- |
| 1988 | Mejor cortometraje animado | Your Face | Nominado  |
| 2005 | Mejor cortometraje animado | Guard Dog | Nominado  |